# 北海德公園
北海德公園（英語：North Hyde Park）是美國佛蒙特州拉莫伊尔县縣治海德帕克鎮一個非建制地區，距離莫里斯維爾（Morrisville）以北約7.5英里（12.1），並鄰近100號佛蒙特州州道（Vermont Route 100）以及基訓河（Gihon River）。當地擁有一所在1839年5月29日建立的郵政局，而其美國郵遞區號則是05665。